# Ellenbach (Wüstung)
Ellenbach ist eine Wüstung im bayerischen Landkreis Rhön-Grabfeld etwas südlich der thüringisch-bayerischen Grenze.

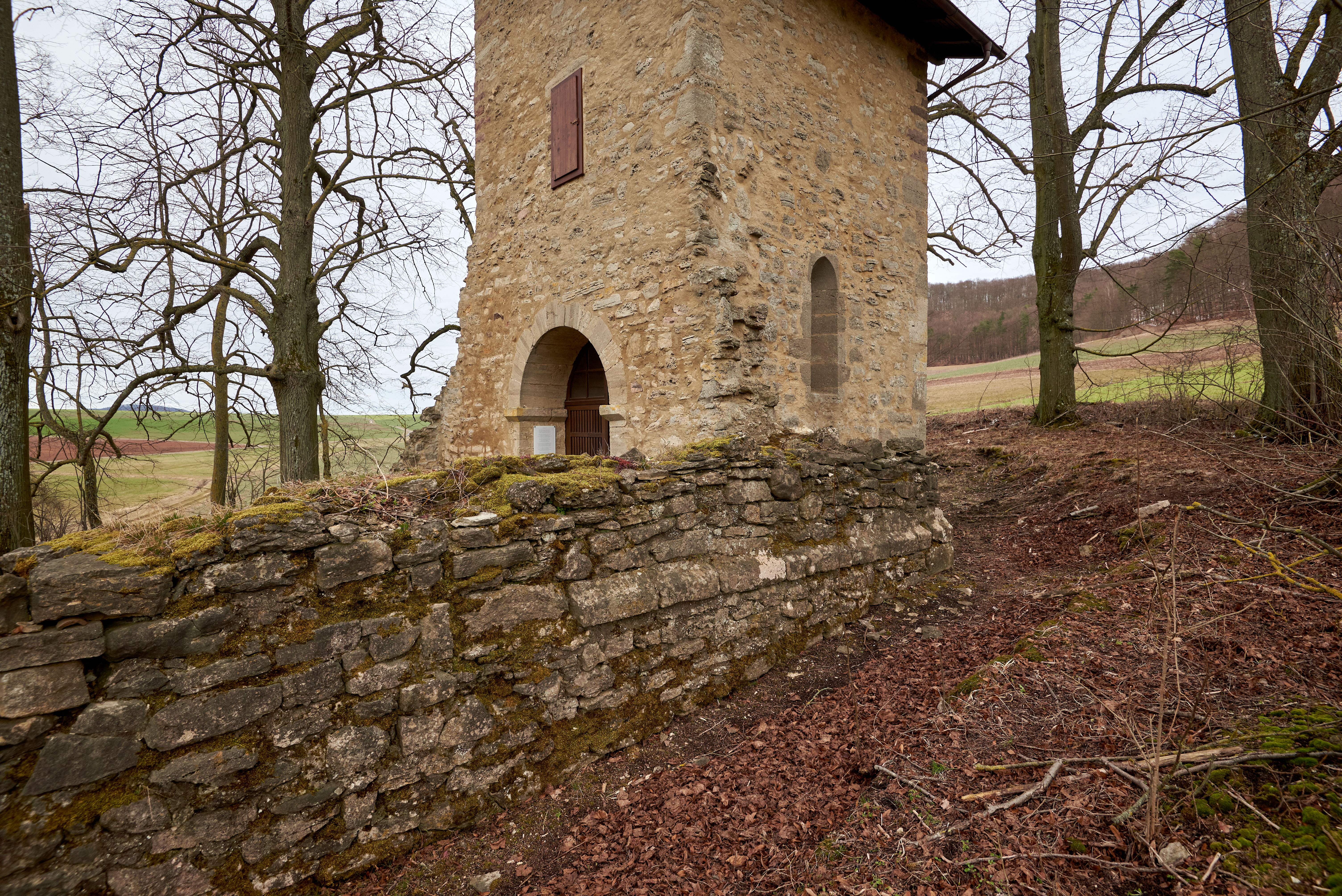
Ruine Ellenbach bei Eußenhausen

## Lage
Die Wüstung Ellenbach liegt zwischen den Orten Hermannsfeld in der thüringischen Gemeinde Rhönblick und Eußenhausen in der bayerischen Stadt Mellrichstadt etwa anderthalb Kilometer südlich der Landesgrenze in einer ackerbaulich genutzten Talsenke zwischen Waldbergen. Dicht an der Ruine vorbei fließt der Bach Ellenbach südwärts und durch Eußenhausen zum Mahlbach, einem Zufluss der Streu.

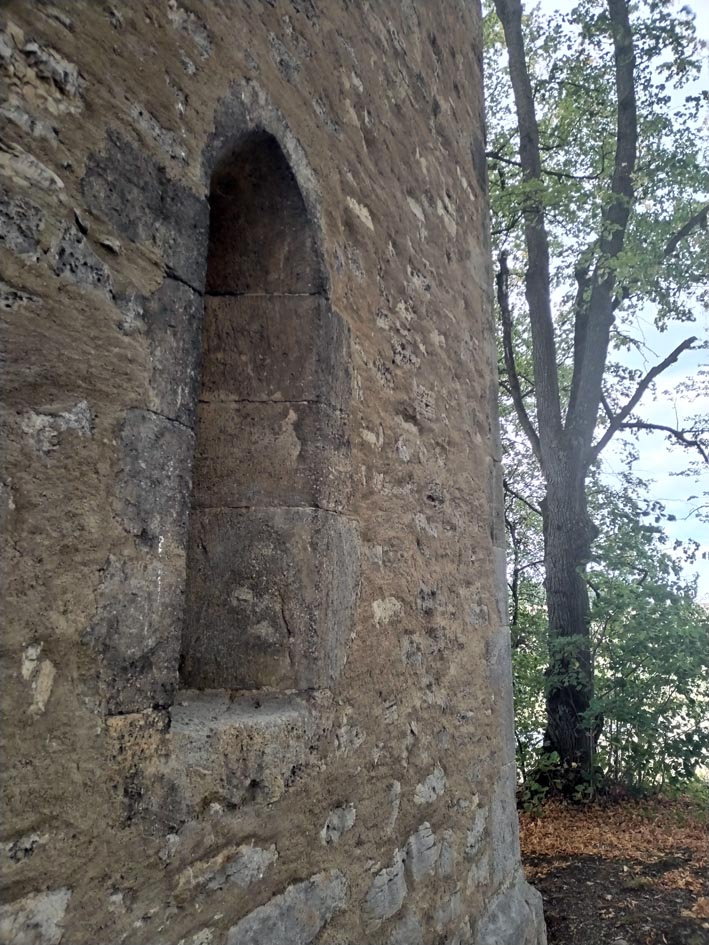
Fenster am Turm der Ruine Ellenbach

## Geschichte
Die Gemeinde Ellenbach ist zwischen den Jahren 1521 und 1559 aus unbekannten Gründen wüst gefallen. Heute sind nur noch in einem Hain stehende Baureste der ehemaligen Kirche erkennbar.